# Orthochirus scrobiculosus
Espèce
Synonymes
- Androctonus scrobiculosus Grube, 1873
- Buthus schneideri L. Koch, 1878
- Butheolus conchini Simon, 1889

Orthochirus scrobiculosus est une espèce de scorpions de la famille des Buthidae.

## Distribution
Cette espèce est endémique du Turkménistan,.

## Description
La femelle décrite par Kovařík, Fet et Yağmur en 2020 mesure 36,39 mm

## Systématique et taxinomie
Cette espèce a été décrite sous le protonyme Androctonus scrobiculosus par Grube en 1873. Elle est placée dans le genre Butheolus par Birula en 1909 puis dans le genre Orthochirus par Birula en 1917.

## Publication originale
- Grube, 1873 : « Über eine Zusendung transkaukasischer Arachniden und Myriapoden. » Jahresbericht der Schlesischen Gesellschaft für Vaterländische Naturkunde in Breslau, vol. 51, p. 56–57.